# 1,1,2,2-Tetraklóretán
Az 1,1,2,2-tetraklóretán az etán halogénezett származéka, a klórozott szénhidrogének közül a legjobb oldási képességgel rendelkező oldószer. Hűtőközegként R-130 néven használják.
Korábban oldószerként használták, valamint a triklóretilén, tetraklóretilén és 1,2-diklóretilén ipari gyártásának köztiterméke volt. A toxicitásával kapcsolatos aggodalmak miatt azonban az USA-ban már alig alkalmazzák. Tartós belélegzése embereknél sárgaságot és májnagyobbodást, fejfájást, remegést, szédülést, zsibbadást és álmosságot okozhat. A US EPA C osztályú lehetséges emberi karcinogénként tartja nyilván.

## Fordítás
Ez a szócikk részben vagy egészben a 1,1,2,2-Tetrachloroethane című angol Wikipédia-szócikk ezen változatának fordításán alapul.  Az eredeti cikk szerkesztőit annak laptörténete sorolja fel. Ez a jelzés csupán a megfogalmazás eredetét és a szerzői jogokat jelzi, nem szolgál a cikkben szereplő információk forrásmegjelöléseként.